# Sphinctanthus polycarpus
Sphinctanthus polycarpus là một loài thực vật có hoa trong họ Thiến thảo. Loài này được (H.Karst.) Hook.f. miêu tả khoa học đầu tiên năm 1873.